# Amphicnemis mcgregori
Amphicnemis mcgregori är en trollsländeart som först beskrevs av James George Needham och Gyger 1939.  Amphicnemis mcgregori ingår i släktet Amphicnemis och familjen dammflicksländor. Inga underarter finns listade i Catalogue of Life.